# Чонсі Біллапс
Чонсі Рей Біллапс (англ. Chauncey Ray Billups, нар. 25 вересня 1976, Денвер) — американський професіональний баскетболіст, який грав на позиціях атакувального або розігруючого захисника за низку команд НБА, зокрема за «Детройт Пістонс», де за ним довічно закріплено ігровий № 1. Гравець національної збірної США. Чемпіон НБА. Неодноразовий учасник матчів усіх зірок НБА. По завершенню ігрової кар'єри працював аналітиком на каналі ESPN та грає за команду «Killer 3's» у лізі BIG3. Згодом — баскетбольний тренер. З 2021 року очолює тренерський штаб клубу НБА «Портленд Трейл Блейзерс».
Біллапс — один з найвідоміших та найулюбленіших спортсменів штату Колорадо. Ще у шкільному віці тричі отримував титул року «Баскетбольний містер Колорадо». Протягом усієї своєї кар'єри Чонсі прагнув виступати перед рідною публікою. У 2004 році Університет Колорадо навічно закріпив за Біллапсом його 4-й ігровий номер. Також активно бере участь в благодійних програмах, за що отримав різноманітні нагороди, які символізують визнання його внеску в розвиток суспільства.

## Біографія
Чонсі народився в Денвері, у родині Рея та Фей Біллапс, у нього є брат Родні і сестра Марія. Сім'я Біллапсів дуже дружна, Чонсі з дитинства привчали стежити і дбати про своїх близьких. Він з молодшим братом Родні активно займалися спортом і показували хороші результати. Але вже тоді було помітно, що Чонсі грає на більш високому рівні, ніж його брат. Американський футбол і баскетбол — два види спорту, на яких концентрувався Біллапс у дитинстві.

### Школа
Біллапс навчався в школі імені Джорджа Вашингтона, у місті Денвер. Граючи за команду школи, Чонсі чотири рази обирали до збірної штату і тричі визнавали «Баскетбольним містером Колорадо». Він став найвидатнішим гравцем за історію своєї школи. У перший рік Біллапс привів свою команду до півфіналу чемпіонату штату, із середньою результативністю 16,2 очка за гру. У другій рік він виграв чемпіонат штату, набираючи 26,3 очка в середньому за гру. У цьому ж році Біллапс став «Гравцем року штату Колорадо», вдруге він отримав цю нагороду у свій випускний рік. У наступному сезоні команда Біллапса знову стала чемпіоном штату, з особистими показниками Чонсі — 32,5 очка в середньому за гру.
До кінця навчання в школі Чонсі був одним із найбільш упізнаваних спортсменів у штаті, він входив до числа найперспективніших баскетболістів США. Рой Вільямс, на той час головний тренер Канзаського університету з баскетболу, який відшукав Майкла Джордана для «університету Північної Кароліни», говорив, що не зустрічав за свою кар'єру більш обдарованого школяра.
У 1995 році Біллапс виявився на роздоріжжі, у нього було декілька варіантів продовження кар'єри. Він міг, минаючи коледж, потрапити до НБА, а міг вступити до університету. На його рішення вплинуло те, що в тому році у Чонсі померли бабуся і дідусь, це були важкі часи для сім'ї Біллапс, тому він вирішив вступити до Університету Колорадо, що розташовувався неподалік від домівки.

### Університет
У той час баскетбольна команда університету Колорадо була слабкою, «Буффалос» не виходили в основний турнір NCAA з 1960-х років. Головним тренером був Джо Гаррінгтон, він спробував вибудувати успішну команду навколо Чонсі. У першій грі сезону «Колорадо» програло з різницею в 24 очки університету Санта-Барбари — це була найбільша поразка в матчі-відкритті сезону за всю історію команди. У наступній грі Біллапс набрав 31 очко, що не вдавалося жодному першокурснику в історії університету. 2 грудня Чонсі зробив перший у своїй кар'єрі трипл-дабл, — у матчі проти університету Джорджа Мейсона він набрав 24 очки, 11 передач та 11 підбирань. Однак, поза майданчиком Біллапс, як і інші гравці команди, не виявляв належної дисципліни. Гаррінгтон потрапив у непросту ситуацію, — кілька його гравців не змогли продовжити сезон з різних причин, а ті, що залишилися потрапляли в різні історії поза майданчиком. Біллапс не був винятком, він вкрав купони відео-прокату з книгарні в кампусі. Злочин було розкрито, і Біллапс написав листа з вибаченнями, зверненими до адміністрації університету та всіх студентів. Після 5 поразок поспіль, Гаррінгтон пішов зі свого поста, його місце зайняв Джо Паттон. Сезон закінчився для команди з показниками 9 перемог при 18 поразках. Біллапс набирав у середньому 17,9 очок за матч, робив по 5,5 передач і збирав по 6,6 підборів. У чотирьох матчах він набирав 30 або більше очок, а відсоток закидання штрафних становив 86,1 %.
У міжсезоння Біллапс викликався до збірної США віком до 22 років, щоб провести тренувальний матч з чоловічою олімпійською збірною США з баскетболу 1996 року. Чонсі грав проти майбутніх олімпійських чемпіонів Джона Стоктона і Гарі Пейтона. Молодь програла кращим гравцям країни з рахунком 90-96. Біллапс провів на майданчику 10 хвилин і набрав 7 очок, 2 перехоплення та 2 підбирання. У перших 10 іграх нового сезону було здобуто 7 перемог при 3 поразках, 5 грудня Біллапс подолав рубіж у 500 очок за кар'єру в «Колорадо». Він став найшвидшим гравцем в історії «Буффалос», що досягли цього результату, для цього Чонсі виявилося достатнім усього 28 ігор. 24 лютого «Колорадо» здобули двадцяту перемогу в сезоні і кваліфікувалися на основний турнір NCAA, вперше із сезону 1968/69 років. У першій грі турніру «Буффалос» зустрілися з «Індіаною» і перемогли. Біллапс набрав 24 очки і перетнув рубіж у 1000 очок за сезон. Він став 19-им гравцем в історії університету, що увійшов до «клубу 1000». У наступному раунді «Буффалос» програли «Північній Кароліні» і закінчили сезон. Після 2 років навчання в університеті Біллапс виставив свою кандидатуру на драфт НБА.

## Ігрова кар'єра

### Бостон Селтікс
25 червня 1997 року в місті Шарлотт відбувся 50-й драфт НБА. Передбачалося, що ім'я Біллапса буде одним із перших. Під 1-м номером «Сан-Антоніо Сперс» обрали Тіма Данкана, під 2-м номером «Філадельфія Севенті-Сіксерс» — Кіта Ван Горна, під 3-м номером «Бостон Селтікс» вибрали Біллапса.
Чонсі почав свою кар'єру в НБА з перемоги над «Чикаго Буллс», він набрав 15 очок і віддав 4 передачі. Надалі новачок показував нестабільну гру, вдалі матчі змінювалися провальними. 2 лютого Біллапс взяв участь у матчі новачків, де набрав 9 очок і віддав 7 результативних передач. Після невдалого початку сезону керівництво «Селтікс» вирішило, що Біллапс не виправдав очікувань і ухвалило рішення обміняти його. 18 лютого 1998 року стався обмін за участю Біллапса. Біллапс разом з одноклубниками Ді Брауном, Роєм Роджерсом і Джоном Томасом відправився до «Торонто Репторз» в обмін на Жана Табака, Кенні Андерсона і Рональда Джонса.

### Торонто Репторз
Після обміну Біллапс зайняв місце розігруючого в стартовій п'ятірці «Репторз». За решту 29 ігор сезону Біллапс набирав по 11,3 очок і робив по 3,3 передачі в середньому за матч. «Торонто» закінчили сезон з результатом 16 перемог та 66 поразок. 21 січня 1999 року, на наступний день після закінчення локауту в сезоні 1998/99 років, Біллапс покинув команду в результаті обміну за участю трьох команд. Чонсі та Тайсон Уїлер стали гравцями «Денвер Наггетс», Дін Гарретт і Боббі Джексон перейшли з «Наггетс» до «Міннесота Тімбервулвз», а «Репторз» отримали вибір у першому раунді драфту 1999 року «Наггетс», вибір у першому раунді драфту 2000 року «Тімбервулвз», а також гравців «Міннесоти» Желько Ребрача і Майкла Вільямса.

### Денвер Наггетс
Біллапс потрапив до команди з рідного міста, основним розігруючим якої на той момент був Нік Ван Ексель. Практично відразу після початку чемпіонату Біллапс зайняв його місце в стартовій п'ятірці. У сезоні 1998/99 «Наггетс» не змогли пробитися в плей-офф і закінчили чемпіонат з показниками 14 перемог і 36 поразок.
Після тринадцяти ігор сезону 1999/2000 Чонсі отримав травму лівого плеча. Після обстеження з'ясувалося, що це зміщення плечового суглоба — травма вимагає хірургічного втручання, що означало кінець сезону для Біллапса. Після цього Чонсі разом з Роном Мерсером і Джонні Тейлором обміняли в «Орландо Меджик» на Таріка Абдул-Вахада, Кріса Гатлінга та вибір у першому раунді на майбутньому драфті. Біллапс провів останні місяці своєї реабілітації в «Орландо», після чого став вільним агентом.

### Міннесота Тімбервулвз
8 серпня 2000 року Біллапс підписав контракт з «Міннесота Тімбервулвз». Він прийшов у команду, коли «Міннесота» ще тужила по Маліку Сілі — гравцеві «Тімбервулвз», який загинув в автокатастрофі. Чонсі почав сезон 2000–01 основним розігруючим, у передній лінії нової команди в той час грала майбутня зірка Кевін Гарнетт. Починаючи із середини сезону Фліп Сондерс вирішив, що Біллапс буде виходити з лави запасних. Гравець не впорався з новою для себе роллю, якщо на початку сезону його середня норма була близько 10 очок за матч, то до середини вона знизилася до 8 очок за гру. «Міннесота» домагалася хороших результатів, тому Біллапс не заперечував проти нової ролі в команді. «Тімбервулвз» перемогли в 47 іграх того сезону. У 1-му раунді плей-офф «Міннесота» поступилася «Сан-Антоніо Сперс» у серії з 4 матчів.
У сезоні 2001–02 «Міннесота» на чолі з Гарнеттом показувала хороші результати і закінчила сезон з результатом у 50 перемог при 32 поразках. Але в плей-офф «Тімбервулвз» знову програла в першому раунді. Після трьох поспіль вилетів у першому раунді плей-офф генеральний менеджер команди Кевін Макгейл вирішив оновити склад. З Біллапсом відмовилися підписувати новий контракт і він знову став вільним агентом.

### Детройт Пістонс

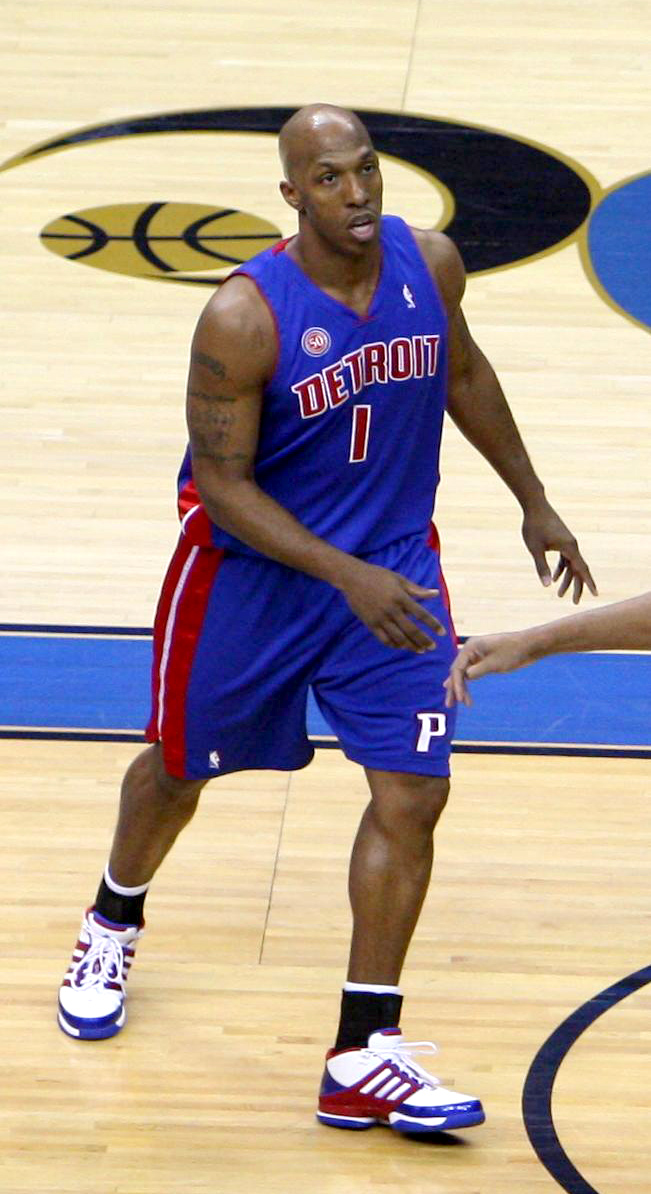
Чонсі Біллапс у грі за «Детройт Пістонс» (2008)

17 липня 2002 року Біллапс підписав контракт з «Детройт Пістонс». У «Детройт» Біллапс взяв 1-й ігровий номер, так як його улюблений 4-й номер був закріплений за Джо Думарсом — легендою клубу, який також став генеральним менеджером «Пістонс» і вважав, що Чонсі буде ідеальним розігруючим для його клубу. По ходу сезону 2002/03 Чонсі забив шість переможних кидків і один раз його визнали гравцем тижня в НБА. «Детройт» закінчили сезон з 50-ю перемогами при 32 поразках. У першому раунді плей-офф «Пістонс» зустрічалися з «Орландо Меджик» і вважалися фаворитами. Але несподівано «Меджик» повели в серії з рахунком 3-1, «Детройт» організували погоню і перемогли у трьох матчах поспіль, оформивши перемогу в серії. У шостому матчі серії Біллапс набрав 40 очок. «Пістонс» стали сьомою командою в історії НБА, що зуміла виграти серію, програючи 1-3. У другому раунді «Детройт» грав проти «Філадельфія Севенті-Сіксерс». У першій грі серії Чонсі підвернув щиколотку і не виходив на паркет аж до п'ятого матчу. Незважаючи на це команда Джо Дурмаса перемогла в серії з шести матчів. Біллапс грав через біль і ця обставина знизила шанси «Пістонс» на перемогу у фіналі східної конференції проти «Нью-Джерсі Нетс» — «Детройт» поступилися в серії, програвши усі чотири стартові матчі.
Джо Думарс звернув увагу на безвольний програш у серії проти «Нетс» і звільнив головного тренера команди Ріка Карлайла. Новим тренером команди був призначений Ларрі Браун. У сезоні 2003/04 Біллапс закріпив за собою статус лідера команди. 20 лютого в грі проти «Міннесоти» Чонсі зробив другий трипл-дабл у кар'єрі. У плей-офф «Пістонс» виділялися своїм чудовим захистом, на шляху до фіналу були обіграні: «Мілвокі Бакс», «Нью-Джерсі Нетс» і «Індіана Пейсерс». Вперше з 1990 року «Детройт» вийшов у фінал НБА, де їх суперником стали «Лос-Анджелес Лейкерс» на чолі з Шакілом О'Нілом і Кобі Брайантом. Спочатку ніхто не вважав «Пістонс» серйозними претендентами на титул, після перемоги в першому матчі серії говорили, що це була випадковість. Браун розумів, що О'Ніл і Брайант наберуть очки в будь-якому випадку, тому поставив ціль не давати набирати очки іншим гравцям «Лейкерс». «Пістонс» здобули перемогу в серії у п'яти матчах і стали чемпіонами НБА. Біллапса визнали найціннішим гравцем фінальної серії.
У сезоні 2004/05 «Пістонс» здобули 54 перемоги при 28 поразках. Біллапса включили до другої збірної всіх зірок захисту НБА. Сезон для «Детройта» затьмарився великою бійкою в матчі проти «Індіана Пейсерс». У плей-офф «Пістонс» дійшли до фіналу, але програли в драматичній серії із семи матчів команді «Сан-Антоніо Сперс».

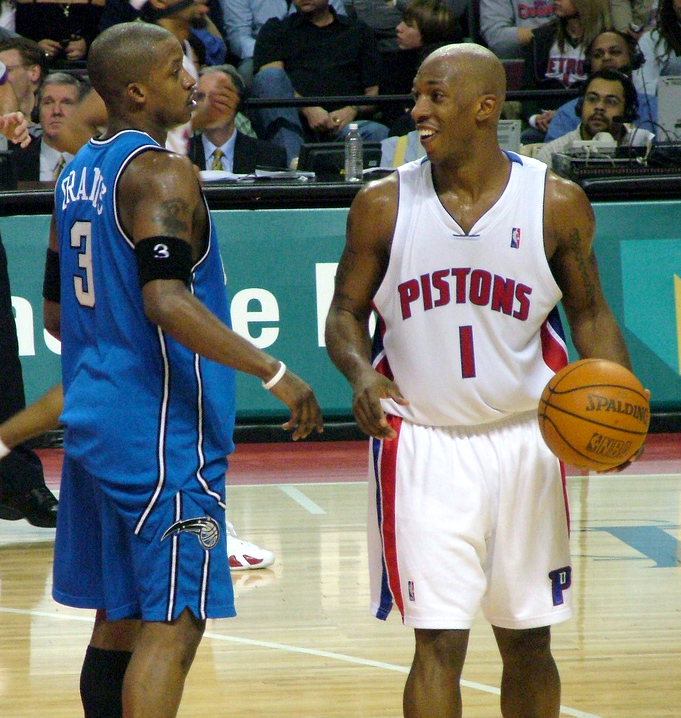
Стів Френсіс і Чонсі Біллапс розмовляють під час перерви в матчі (2006)

Після двох сезонів з «Пістонс» команду покинув головний тренер Ларрі Браун, новим наставником команди став Фліп Сондерс. У сезоні 2005/06 Біллапс продовжив показувати стабільну гру, а також став співкапітаном команди, і в цьому статусі привів «Пістонс» до найкращих показників в історії клубу за підсумками регулярного чемпіонату — 64 перемоги проти 18 поразок. У цьому сезоні Біллапс вперше взяв участь у матчі всіх зірок НБА, в опитуванні за нього проголосувало 717 тисяч фанатів. Також його знову включили до другої збірної всіх зірок НБА. Незважаючи на кращий сезон у своїй історії «Детройт» поступився «Маямі Гіт» у фіналі конференції.
29 грудня 2006 року Біллапс отримав травму лівої гомілки, через яку він пропустив 12 ігор у сезоні 2006/07. 11 липня 2007 року Біллапс підписав новий 4-річний контракт на загальну суму 46 млн доларів з «Пістонс». 18 лютого 2008 року Чонсі взяв участь у матчі всіх зірок НБА, а після завершення сезону його вибрали до третьої команди всіх зірок НБА. У плей-офф «Пістонс» знову зупинилися у фіналі конференції, цього разу «Клівленд Кавальєрс».
Біллапс став найрезультативнішим гравцем своєї команди в сезоні 2007/08, набравши одну тисячу триста двадцять чотири (1324) очки ( в середньому 17 очок за гру). У плей-офф «Пістонс» втретє поспіль не змогли подолати бар'єр фіналу конференції. Після двох ігор сезону 2008/09 Біллапса обміняли до «Денвер Наггетс» на Аллена Айверсона.

### Повернення до Денвер Наггетс

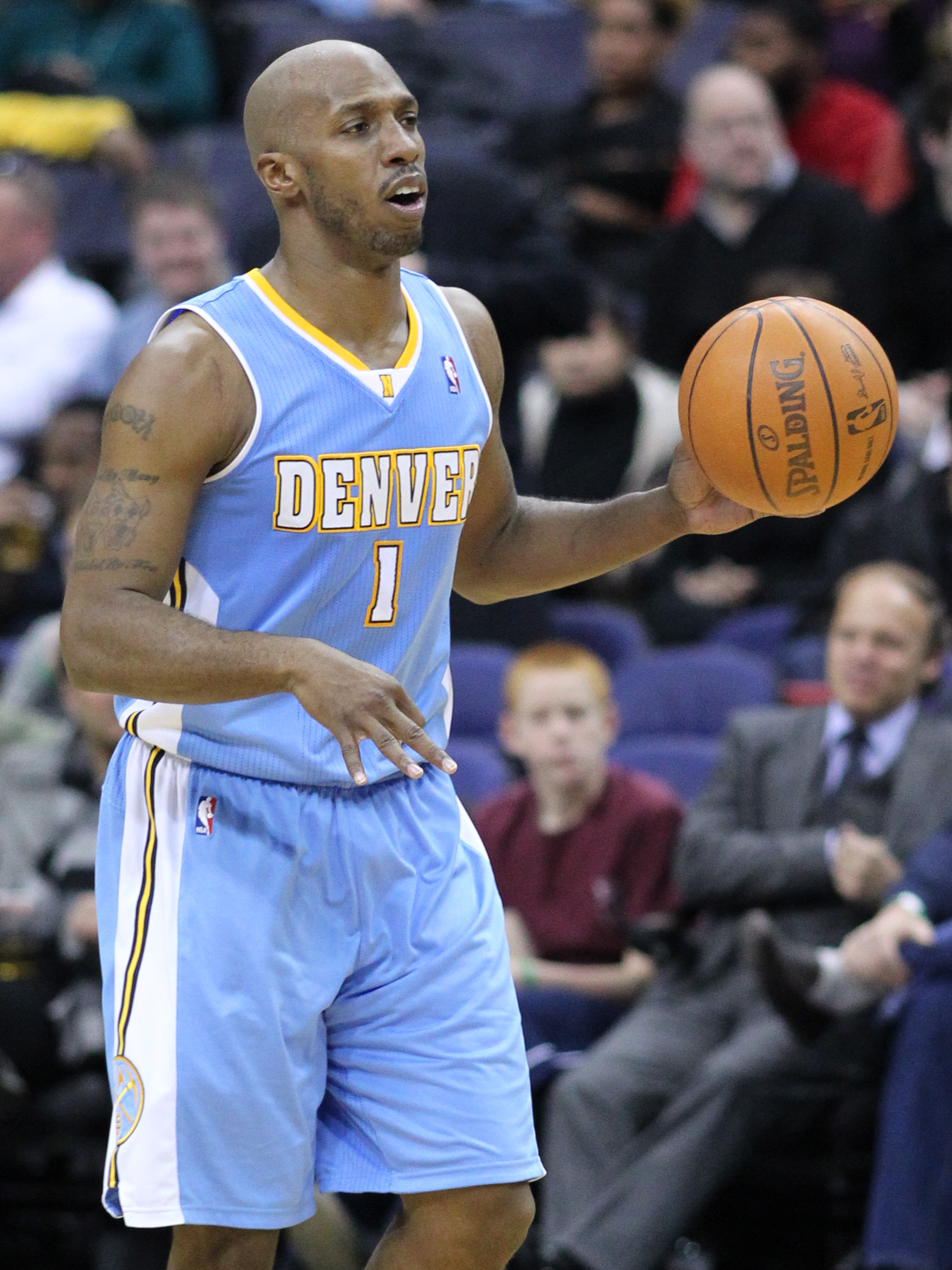
Чонсі Біллапс у грі за «Наггетс» (2011)

У «Наггетс» Біллапс вибрав 7-й ігровий номер на честь квотербека «Денвер Бронкос» Джона Елвея. Улюблені номери Чонсі — 1-й і 4-й були зайняті відповідно Джей Ар Смітом і Мартіном Кеньоном. На чолі з Біллапсом у сезоні 2008/09 «Наггетс» встановили низку власних рекордів: кращий старт сезону — 16 перемог при 6 поразках, а також найкраще досягнення за кількістю перемог у чемпіонаті — 54. «Денвер» виграв у Північно-Західному дивізіоні та вийшов до плей-офф з другого місця в західній конференції. У першому раунді плей-офф Біллапс встановив рекорд «Наггетс» за кількістю точних триочкових за один матч (8), а також рекорд за кількістю точних триочкових кидків у серії плей-офф (19). У перший рік після повернення Біллапс довів «Наггетс» до фіналу конференції, на цій стадії плей-офф «Денвер» не грав з 1985 року. Це був сьомий поспіль фінал конференції для Біллапса, після домінування «Бостон Селтікс» у 1950-х і 1960-х роках таке вдавалося лише Меджику Джонсону, Майклу Куперу, Каріму Абдул-Джаббару і Курту Рембісу. «Наггетс» поступилися в серії з шести матчів «Лос-Анджелес Лейкерс».
У міжсезоння Біллапс допомагав Джей Ар Сміту підготуватися до чемпіонату, в інтерв'ю Сміт зізнавався, що Чонсі дуже йому допоміг і фактично став його наставником. Перед початком сезону 2009/10 Сміт подарував свій 1-й номер Біллапсу, а сам узяв 5-й. 27 листопада у грі проти «Нью-Йорк Нікс» Біллапс набрав 32 очки, а враховуючи, що його партнер по команді Кармело Ентоні здобув 50, вони стали третім дуетом в історії НБА, що набрали в одній грі «50 + 30» очок. 5 лютого у грі проти «Лос-Анджелес Лейкерс» Чонсі набрав 39 очок, що стало його особистим рекордом за набраними очками. У першому раунді плей-офф «Наггетс» несподівано поступилися «Юті Джаз».
У середині сезону 2010/11 з'ясувалося, що Кармело Ентоні відмовляється продовжувати контракт з «Наггетс». Керівництво «Денвера» намагалося знайти варіант обміну Ентоні з найвигіднішими умовами для клубу. У цій нервовій ситуації «Денвер» погодилися на пропозицію «Нікс», яка передбачала обмін Кармело і Біллапса на велику групу молодих перспективних гравців. Чонсі не хотів їхати з Денвера, оскільки раніше заявляв, що хоче закінчити кар'єру саме в «Наггетс». Представникам «Денвер Наггетс» довелося просити в Біллапса вибачення.

### Нью-Йорк Нікс

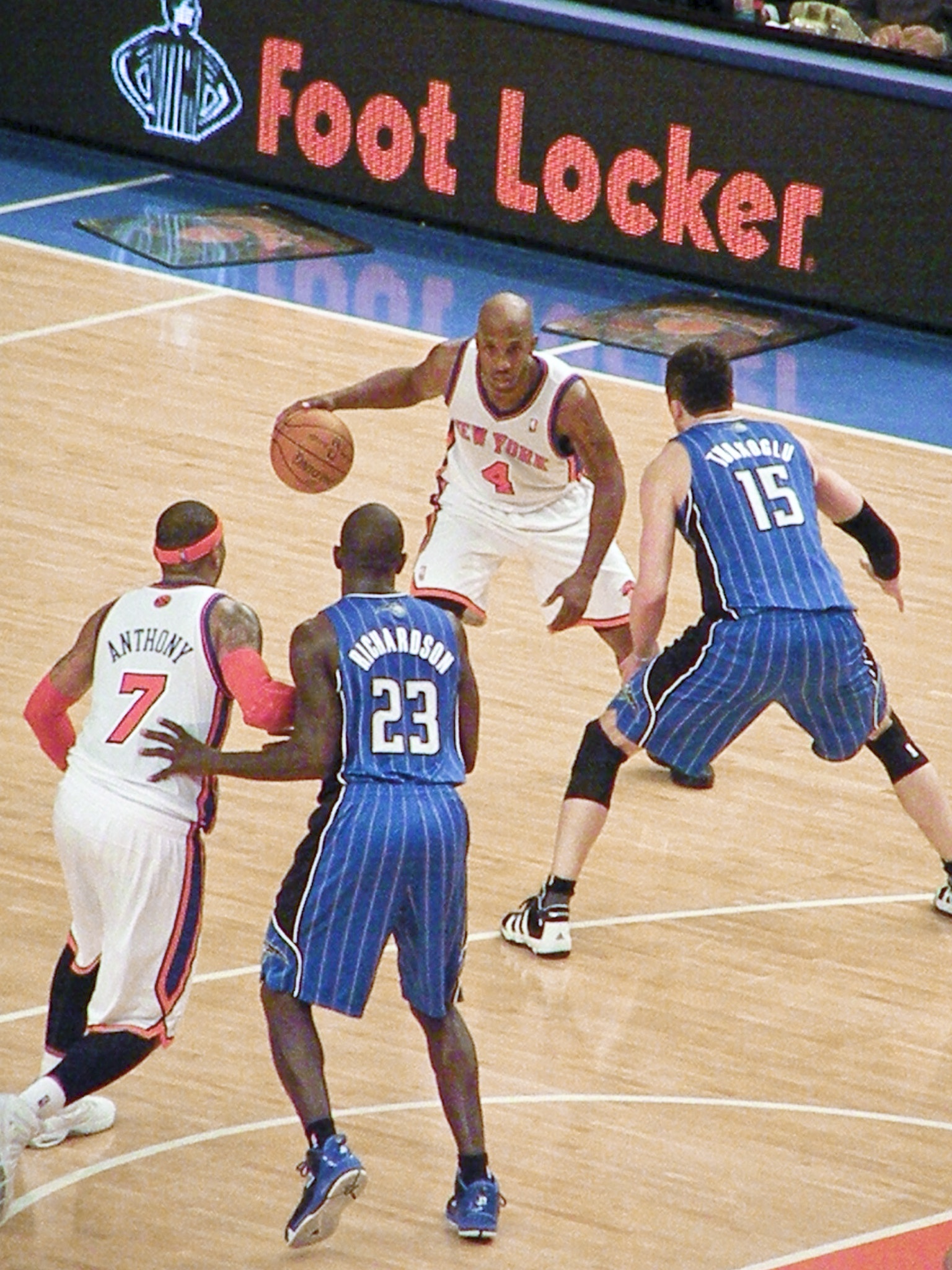
Чонсі Біллапс з м'ячем у грі за «Нью-Йорк Нікс»

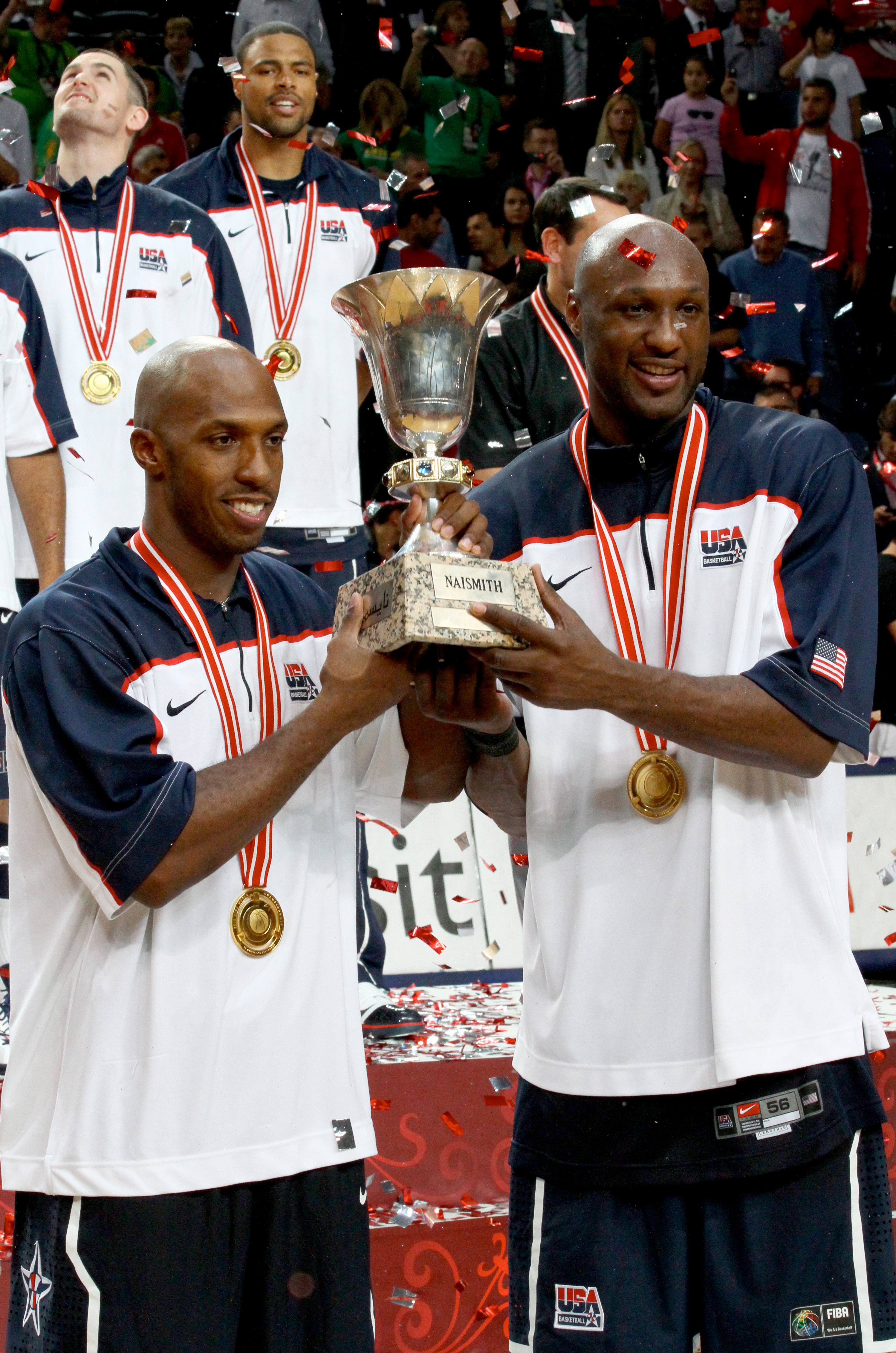
Чонсі Біллапс та Ламар Одом з кубком ЧС 2010 року в Туреччині

Біллапс закінчував сезон у «Нью-Йорк Нікс» як основний розігруючий. У першому матчі плей-офф проти «Бостон Селтікс» Чонсі отримав травму коліна і на деякий час вибув із гри. Після закінчення сезону Біллапс висловив бажання залишитися в команді, керівництво клубу в особі генерального менеджера «Нікс» Донні Волша також наполягало на тому, щоб Чонсі залишався в команді. За сезон 2010/11 він мав отримати близько 14 млн доларів. Однак 10 грудня 2011 року контракт з Чонсі розірвали, скориставшись правом амністії (згідно з яким кожен клуб мав можливість розірвати контракт з одним гравцем і виключити його зарплату з платіжної відомості), аби підписати центрового Тайсона Чендлера. 12 грудня 2010 року стало відомо, що на аукціоні амністованих гравців права на Біллапса отримали «Лос-Анджелес Кліпперс». За словами агента Чонсі, його підопічний дуже засмутився через рішення керівництва «Нікс» відмовитися від нього, а також зізнався, що думає про завершення кар'єри.

### Лос-Анджелес Кліпперс
16 грудня 2011 року Біллапс оголосив про те, що він буде грати за «Кліпперс» і не збирається закінчувати кар'єру. Після зустрічі з генеральним менеджером команди Чонсі розповів журналістам, що в новій команді він не виступатиме на позиції розігруючого, тому що на ній гратиме Кріс Пол, а займе місце атакуючого захисника. Також Біллапс заявив, що збирається продовжувати кар'єру ще два або три роки. 7 лютого 2012 року під час матчу з «Орландо Меджик» Чонсі отримав серйозну травму — розрив ахіллового сухожилля і вибув до кінця сезону. У сезоні 2012/13 Біллапса також переслідували травми, він зміг вийти на майданчик лише в 22 іграх.

### Повернення до Детройт Пістонс
Через п'ять років після свого обміну Чонсі повернувся в «Детройт», підписавши 2-річний контракт на загальну суму 5 млн доларів. Травми почали переслідувати Біллапса ще під час передсезонних ігор, а по ходу сезону йому довелося зробити операцію на лівому коліні. Він провів мало ігор, і керівництво команди ухвалило рішення не користуватися опцією команди на продовження контракту ветерана. 9 вересня 2014 року Чонсі оголосив про завершення кар'єри.

### Збірна США
5 березня 2006 року Біллапс включений до складу збірної США з баскетболу. Після невдач на чемпіонаті світу 2002 року і Олімпійських іграх 2004 року американці хотіли повернути собі провідні ролі в міжнародному баскетболі. Нова команда перемогла на чемпіонаті Америки і кваліфікувалася на Олімпійські ігри 2008 року. На континентальному турнірі Біллапс виходив з лави запасних і допоміг збірній завоювати путівку в Пекін. Однак, на Олімпіаду Чонсі не поїхав, посилаючись на сімейні обставини, зазначивши, що ці проблеми можуть відволікати його в ході турніру і він вирішив за краще відмовитися від участі. Чонсі повернувся в збірну на чемпіонаті світу 2010 в Туреччині і допоміг команді завоювати золоті медалі. 10 лютого 2010 року Біллапс був включений до складу збірної США на період з 2010 по 2012 рік.

## BIG3
BIG3 — американська баскетбольна ліга в форматі 3 на 3, в якій беруть участь колишні гравці НБА. Ліга була створена репером і актором Ice Cube та бізнесменом Джеффом Кватінецом.

#### 2017
У новій лізі BIG3, що стартувала влітку 2017 року, приєднався до команди «Killer 3's» та згодом став її капітаном. У дебютній грі Чонсі набрав 15 очок..

#### 2018
Середній показник набраних очок за 4 гри (саме скільки відіграв у сезоні 2018) складає 13,5. Посів 10 сходинку за результативністю.

## Посади генерального менеджера та президента
Ще у 2013 році Біллапс заявив, що цікавився посадою генерального менеджера чи президента після закінчення кар'єри. У 2017 році Чонсі розглядали як генерального менеджера «Атланта Хоукс», «Денвер» також запрошували його на переговори, а «Клівленд Кавальєрс» офіційно запропонували йому роботу президента клубу.
21 червня власник «Кавальєрс» провів зустріч з Біллапсом.
22 червня провели другу зустріч з Чонсі, цьогож дня Ice Cube (спів-організатор BIG3) оголосив, що Біллапс покидає лігу заради посади у «Клівленді».
3 липня Чонсі в результаті переговорів відмовився від роботи.
4 липня USA Today назвали однією з причин відмови Біллапса те, що — «Працюючи на телеканалі ESPN, колишній розігруючий отримує більше, ніж йому запропонував клуб».
7 січня 2019 року Чонсі запропонували посаду генерального менеджера та головного тренера команди «Міннесота Тімбервулвз». Причиною цього стало звільнення Тома Тібодо з посад головного тренера та президента «Міннесоти». Ще одним кандидатом був Фред Гойберг, який раніше тренував Чикаго Буллз. Проте керівництво клубу вирішило поставити на посаду Раяна Сондерса

## Кар'єра журналіста
14 жовтня 2014 офіційно оголошено, що Біллапс приєднується до ESPN як студійний аналітик на сезон 2015/16. Він брав участь у таких програмах, як NBA Tonight, NBA Friday Coast to Coast, SportsCenter, а також на радіо ESPN.
Після відставки головного тренера «Денвер Наггетс» Брайана Шоу наприкінці сезону 2014/15, Біллапс розглядався його ймовірним наступником. Незважаючи на те, що раніше він заявляв про бажання продовжити кар'єру на менеджерській посаді в одній з команд НБА, Чонсі не заперечував і можливість коли-небудь стати головним тренером.

## Особисте життя
Дружину Біллапса звуть Пайпер, у пари три дочки: Сіара, Сідні і Цінайя. Кевін Гарнетт є хрещеним батьком другої дитини Чонсі — Сіари. Молодший брат Родні Біллапс виступав за баскетбольну команду університету Денвера, а в 2006 році він був задрафтований командою з ліги розвитку НБА. Двоюрідний брат Чонсі Лендейл Уайт виступав за команду з НФЛ «Теннессі Тайтанс».
В дитинстві кумиром для Біллапса був Джо Думарс, тому Чонсі вважав за найкраще грати під четвертим номером, під яким усю свою кар'єру виступав Думарс. Після завершення кар'єри Біллапс планував стати генеральним менеджером команди НБА, як і Думарс. Після підписання свого першого професійного контракту з «Бостон Селтікс» Чонсі купив своїм близьким три машини: батькові — Range Rover, матері — Mercedes-Benz W124 та сестрі — Toyota Avalon.
Чонсі вболіває за команду з Національної футбольної ліги «Денвер Бронкос» і є великим фанатом американського хіп-хопу, його улюблені виконавці: 2Pac, Jay-Z і The Notorious B.I.G..
Після перемоги у фіналі НБА 2004 року Біллапс був запрошений на шоу Девіда Леттермана. У 2005 році Чонсі знявся в рекламі Adidas під назвою «Improvisation». За сюжетом ролика він грав на анімованому паркеті, який оживав і всіляко намагався перешкодити Біллапсу закинути м'яч у кошик. Чонсі зображений на обкладинці відеогри NBA Ballers: Phenom, яка вийшла у 2006 році.
16 червня 2008 року Біллапс з'явився на Джо Луїс Арені на мітингу Барака Обами.

### Звинувачення у сексуальному нападі
У 1997 році Біллапс та Рон Мерсер були звинувачені в сексуальному насильстві над жінкою в будинку товариша по команді Антуана Вокера. Згідно із цивільним позовом, Біллапс, Мерсер та сусід Вокера, Майкл Ірвін, напали на жінку в квартирі Антуана після того, як 9 листопада 1997 року вони вийшли з клубу в Бостоні. Наступного дня медичне обстеження виявило тілесні ушкодження, які відповідають показанням жертви. Жодних кримінальних справ не було подано, проте Біллапс і Мерсер у 2000 році влаштували цивільний позов.

## Визнання
У 2004 році Університет Колорадо навічно закріпив за Біллапсом його 4-й ігровий номер, він став п'ятим гравцем в історії університету, удостоєним такої честі.
5 травня 2008 року Біллапс отримав нагороду імені Дж. Уолтера Кеннеді, цей приз вручається за благодійну діяльність. Чонсі протягом трьох років організовував благодійні турніри з гольфу в Детройті, а також брав участь у благодійних програмах Міннеаполіса і рідного міста Денвера. Також Біллапс уклав договір з компанією «Rock Financial», за яким він регулярно відвідує звичайні школи Детройта і Денвера, а компанія забезпечує безкоштовними квитками на баскетбольні матчі дітей з неблагополучних сімей, а також вкладає гроші в літні баскетбольні табори Чонсі.
16 червня 2008 року Біллапс виступав з промовою на «Джо Луїс-арені» на підтримку кандидата у президенти США Барака Обами. А в серпні 2010 року разом з кількома іншими гравцями НБА був запрошений у Білий дім, де провів гру разом із 44 президентом. Це були другі відвідини резиденції президента, уперше Біллапс побував там у 2004 році. Тоді після завоювання чемпіонського титулу весь склад «Детройт Пістонс» запросили на зустріч із президентом.
12 серпня 2011 року Біллапс отримав нагороду «За внесок у розвиток суспільства» від Баскетбольної Зали слави, під час вручення нагороди Чонсі зізнався, що мріє бути включеним до Зали слави.
Біллапс став одним із шести спортсменів, яких включили до Зали спортивної слави Колорадо на церемонії, що відбулася 2 квітня 2015 року в Денвері.

## Досягнення та нагороди
- Чемпіон НБА: 2004
- Найцінніший гравець Фіналу НБА: 2004
- Учасник Матчу усіх зірок НБА: 2006, 2007, 2008, 2009, 2010
- Включений у Збірну всіх зірок НБА: 2006 (2), 2007 (3), 2009 (3)
- Включений у Збірну всіх зірок захисту НБА: 2005 (2), 2006 (2)
- Нагорода Дж. Волтера Кеннеді: 2008
- Приз за спортивну поведінку НБА: 2009

## Статистика

### Статистика в НБА
| † | Позначає сезон, в якому Чонсі Біллапс ставав чемпіоном НБА |

### Регулярний сезон
| Сезон              | Команда                 | GP   | GS  | MPG  | FG%  | 3P%  | FT%  | RPG | APG | SPG | BPG | PPG  |
| ------------------ | ----------------------- | ---- | --- | ---- | ---- | ---- | ---- | --- | --- | --- | --- | ---- |
| 1997–98            | Повний сезон            | 80   | 70  | 28.5 | .369 | .327 | .868 | 2.4 | 3.8 | 1.2 | .0  | 11.2 |
| 1997–98            | «Бостон Селтікс»        | 51   | 44  | 25.4 | .390 | .339 | .817 | 2.2 | 4.3 | 1.5 | .0  | 11.1 |
| 1997–98            | «Торонто Репторз»       | 29   | 26  | 31.7 | .349 | .316 | .919 | 2.7 | 3.3 | 1.0 | .1  | 11.3 |
| 1998–99            | «Денвер Наггетс»        | 45   | 41  | 33.1 | .386 | .362 | .913 | 2.1 | 3.8 | 1.3 | .3  | 13.9 |
| 1999–00            | «Денвер Наггетс»        | 13   | 5   | 23.5 | .337 | .171 | .841 | 2.6 | 3.0 | .8  | .2  | 8.6  |
| 2000–01            | «Міннесота Тімбервулвз» | 77   | 33  | 23.2 | .422 | .376 | .842 | 2.1 | 3.4 | .7  | .1  | 9.3  |
| 2001–02            | «Міннесота Тімбервулвз» | 82   | 54  | 28.7 | .423 | .394 | .885 | 2.8 | 5.5 | .8  | .2  | 12.5 |
| 2002–03            | «Детройт Пістонс»       | 74   | 74  | 31.4 | .421 | .392 | .878 | 3.7 | 3.9 | .9  | .2  | 16.2 |
| 2003–04†           | «Детройт Пістонс»       | 78   | 78  | 35.4 | .394 | .388 | .878 | 3.5 | 5.7 | 1.1 | .1  | 16.9 |
| 2004–05            | «Детройт Пістонс»       | 80   | 80  | 35.8 | .442 | .426 | .898 | 3.4 | 5.8 | 1.0 | .1  | 16.5 |
| 2005–06            | «Детройт Пістонс»       | 81   | 81  | 36.1 | .418 | .433 | .894 | 3.1 | 8.6 | .9  | .1  | 18.5 |
| 2006–07            | «Детройт Пістонс»       | 70   | 70  | 36.2 | .427 | .345 | .883 | 3.4 | 7.2 | 1.2 | .2  | 17.0 |
| 2007–08            | «Детройт Пістонс»       | 78   | 78  | 32.3 | .448 | .401 | .918 | 2.7 | 6.8 | 1.3 | .2  | 17.0 |
| 2008–09            | «Детройт Пістонс»       | 2    | 2   | 35.0 | .333 | .286 | .918 | 5.0 | 7.5 | 1.5 | .5  | 12.5 |
| 2008–09            | «Денвер Наггетс»        | 77   | 77  | 35.3 | .420 | .410 | .900 | 3.0 | 6.4 | 1.2 | .2  | 17.9 |
| 2009–10            | «Денвер Наггетс»        | 73   | 73  | 34.1 | .418 | .386 | .910 | 3.1 | 5.6 | 1.1 | .1  | 19.5 |
| 2010–11            | «Денвер Наггетс»        | 51   | 51  | 32.3 | .438 | .441 | .923 | 2.5 | 5.3 | 1.0 | .2  | 16.5 |
| 2010–11            | «Нью-Йорк Нікс»         | 21   | 21  | 31.6 | .403 | .328 | .902 | 3.1 | 5.5 | .9  | .1  | 17.5 |
| 2011–12            | «Лос-Анджелес Кліпперс» | 20   | 20  | 30.4 | .364 | .384 | .895 | 2.5 | 4.0 | .5  | .2  | 15.0 |
| 2012–13            | «Лос-Анджелес Кліпперс» | 22   | 22  | 19.0 | .402 | .367 | .938 | 1.5 | 2.2 | .5  | .0  | 8.4  |
| 2013–14            | «Детройт Пістонс»       | 19   | 7   | 16.3 | .304 | .292 | .833 | 1.5 | 2.2 | .4  | .1  | 3.8  |
| Усього за кар'єру  | Усього за кар'єру       | 1043 | 937 | 31.6 | .415 | .387 | .894 | 2.9 | 5.4 | 1.0 | .2  | 15.2 |
| В іграх усіх зірок | В іграх усіх зірок      | 5    | 0   | 19.0 | .455 | .320 | .750 | 2.2 | 5.0 | .4  | .0  | 10.2 |

### Плей-оф
| Сезон             | Команда                 | GP  | GS  | MPG  | FG%  | 3P%  | FT%   | RPG | APG | SPG | BPG | PPG  |
| ----------------- | ----------------------- | --- | --- | ---- | ---- | ---- | ----- | --- | --- | --- | --- | ---- |
| 2001              | «Міннесота Тімбервулвз» | 3   | 0   | 8.7  | .167 | .000 | 1.000 | 1.7 | .7  | .0  | .0  | 1.0  |
| 2002              | «Міннесота Тімбервулвз» | 3   | 3   | 44.7 | .451 | .400 | .700  | 5.0 | 5.7 | 1.0 | .3  | 22.0 |
| 2003              | «Детройт Пістонс»       | 14  | 14  | 34.6 | .374 | .310 | .933  | 3.4 | 4.7 | .6  | .1  | 18.0 |
| 2004†             | «Детройт Пістонс»       | 23  | 23  | 38.3 | .385 | .346 | .890  | 3.0 | 5.9 | 1.3 | .1  | 16.4 |
| 2005              | «Детройт Пістонс»       | 25  | 25  | 39.4 | .428 | .349 | .893  | 4.3 | 6.5 | 1.0 | .2  | 18.7 |
| 2006              | «Детройт Пістонс»       | 18  | 18  | 39.2 | .406 | .340 | .905  | 3.4 | 6.5 | 1.2 | .1  | 17.9 |
| 2007              | «Детройт Пістонс»       | 16  | 16  | 40.6 | .435 | .389 | .832  | 3.3 | 5.7 | 1.2 | .1  | 18.6 |
| 2008              | «Детройт Пістонс»       | 15  | 15  | 32.0 | .401 | .375 | .832  | 2.9 | 5.5 | .8  | .1  | 16.1 |
| 2009              | «Денвер Наггетс»        | 16  | 16  | 38.7 | .457 | .468 | .906  | 3.8 | 6.8 | 1.3 | .3  | 20.6 |
| 2010              | «Денвер Наггетс»        | 6   | 6   | 34.5 | .446 | .355 | .881  | 2.3 | 6.3 | 1.0 | .5  | 20.6 |
| 2011              | «Нью-Йорк Нікс»         | 1   | 1   | 35.0 | .273 | .333 | 1.000 | 2.0 | 4.0 | .0  | .0  | 10.0 |
| 2013              | «Лос-Анджелес Кліпперс» | 6   | 6   | 19.2 | .306 | .353 | .818  | 2.0 | 1.0 | .2  | .2  | 6.2  |
| Усього за кар'єру | Усього за кар'єру       | 146 | 143 | 36.4 | .411 | .366 | .880  | 3.4 | 5.7 | 1.0 | .2  | 17.3 |

| Матчі усіх зірок НБА | Матчі усіх зірок НБА | Матчі усіх зірок НБА | Матчі усіх зірок НБА | Матчі усіх зірок НБА | Матчі усіх зірок НБА | Матчі усіх зірок НБА | Матчі усіх зірок НБА | Матчі усіх зірок НБА | Матчі усіх зірок НБА | Матчі усіх зірок НБА | Матчі усіх зірок НБА | Матчі усіх зірок НБА |
| Сезон                | Команда              | GP                   | GS                   | MPG                  | FG%                  | 3P%                  | FT%                  | RPG                  | APG                  | SPG                  | BPG                  | PPG                  |
| -------------------- | -------------------- | -------------------- | -------------------- | -------------------- | -------------------- | -------------------- | -------------------- | -------------------- | -------------------- | -------------------- | -------------------- | -------------------- |
| 2006                 | Східна Конференція   | 1                    | 0                    | 15,0                 | 60,0                 | 40,0                 | 100                  | 4,0                  | 7,0                  | 0,0                  | 0,0                  | 15,0                 |
| 2007                 | Східна Конференція   | 1                    | 0                    | 16,0                 | 37,5                 | 00,0                 | 100                  | 4,0                  | 6,0                  | 0,0                  | 0,0                  | 8,0                  |
| 2008                 | Східна Конференція   | 1                    | 0                    | 18,0                 | 30,0                 | 00,0                 | 00.0                 | 1,0                  | 4,0                  | 0,0                  | 0,0                  | 6,0                  |
| 2009                 | Східна Конференція   | 1                    | 0                    | 19,0                 | 40,0                 | 33,3                 | 00.0                 | 3,0                  | 3,0                  | 1,0                  | 0,0                  | 5,0                  |
| 2010                 | Східна Конференція   | 1                    | 0                    | 25,0                 | 54,5                 | 62,5                 | 00.0                 | 5,0                  | 5,0                  | 1,0                  | 0,0                  | 17,0                 |

| NCAA    | NCAA              | NCAA | NCAA | NCAA | NCAA | NCAA | NCAA | NCAA | NCAA | NCAA | NCAA | NCAA |
| Сезон   | Команда           | GP   | GS   | MPG  | FG%  | 3P%  | FT%  | RPG  | APG  | SPG  | BPG  | PPG  |
| ------- | ----------------- | ---- | ---- | ---- | ---- | ---- | ---- | ---- | ---- | ---- | ---- | ---- |
| 1995/96 | Колорадо Буффалос | 26   | 26   | 35,3 | 41,3 | 35,4 | 86,1 | 6,3  | 5,5  | 1,5  | 0,1  | 17,9 |
| 1996/97 | Колорадо Буффалос | 29   | 29   | 32,7 | 41,3 | 40,1 | 85,4 | 4,9  | 4,8  | 2,1  | 0,1  | 19,3 |

| Збірна США | Збірна США | Збірна США | Збірна США | Збірна США | Збірна США | Збірна США | Збірна США | Збірна США | Збірна США | Збірна США | Збірна США | Збірна США |
| Сезон      | Команда    | GP         | GS         | MPG        | FG%        | 3P%        | FT%        | RPG        | APG        | SPG        | BPG        | PPG        |
| ---------- | ---------- | ---------- | ---------- | ---------- | ---------- | ---------- | ---------- | ---------- | ---------- | ---------- | ---------- | ---------- |
| 2007       | 10         | 1          | 16,0       | 37,8       | 35,5       | 100        | 1,8        | 2,4        | 0,7        | 0,0        | 5,6        |            |
| 2010       | 10         | 10         | 23,1       | 39,1       | 31,8       | 85,7       | 1,9        | 3,1        | 1,2        | 0,0        | 9,8        |            |

### Кращі показники в одній грі НБА
За даними сайту basketball-reference.com
| - Очки — 39 (5 лютого 2010 року проти «Лос-Анджелес Лейкерс») - Влучень з гри — 13 (25 лютого 2010 року проти «Голден-Стейт Ворріорс») - Кидки з гри — 25 (1 лютого 2010 року проти «Сакраменто Кінґс») - Точні триочкові — 9 (5 лютого 2010 року проти «Лос-Анджелес Лейкерс») - Триочкових кидки — 13 (2 рази) - Точні штрафні — 18 (2 рази) - Штрафні кидки — 20 (1 березня 2011 року проти «Орландо Меджик») | - Підбирання в нападі — 5 (15 січня 1998 проти «Ванкувер Ґріззліс») - Підбирання в захисті — 11 (29 грудня 2006 проти «Індіани Пейсерс») - Підбирання — 12 (29 грудня 2006 проти «Індіани Пейсерс») - Результативні передачі — 19 (14 грудня 2005 проти «Сакраменто Кінґс») - Перехоплення — 7 (23 січня 1998 проти «Атланти Хокс») - Блок-шоти — 3 (15 лютого 2002 проти «Денвер Наггетс») - Хвилин за гру — 51 (27 грудня 2006 проти «Нью-Йорк Нікс») |

### Трипл-дабли за кар'єру
За даними сайту basketball-reference.com
| Дата           | Команда         | Противник             | Кінцевий рахунок | Очки | Підбирання | Передачі |
| -------------- | --------------- | --------------------- | ---------------- | ---- | ---------- | -------- |
| 3 квітня 2003  | Детройт Пістонс | Мемфіс Ґріззліс       | Перемога 92-81   | 26   | 11         | 10       |
| 20 лютого 2005 | Детройт Пістонс | Міннесота Тімбервулвз | Поразка 87-88    | 20   | 10         | 11       |

## Зарплата по ходу кар'єри
За даними сайту basketball-reference.com
| Сезон     | Команда     | Сумма        |
| --------- | ----------- | ------------ |
| 1997–98   | Бостон      | $2 384 640   |
| 1998–99   | Денвер      | $2 742 000   |
| 1999–2000 | Орландо     | $3 100 080   |
| 2000–01   | Міннесота   | $2 250 000   |
| 2001–02   | Міннесота   | $2 475 000   |
| 2002–03   | Детройт     | $4 546 000   |
| 2003–04   | Детройт     | $5 000 600   |
| 2004–05   | Детройт     | $5 455 200   |
| 2005–06   | Детройт     | $5 909 800   |
| 2006–07   | Детройт     | $6 364 400   |
| 2007–08   | Детройт     | $10 000 000  |
| 2008–09   | Денвер      | $11 050 000  |
| 2009–10   | Денвер      | $12 100 000  |
| 2010–11   | Нью-Йорк    | $13 150 000  |
| 2011–12   | Нью-Йорк    | $12 200 000  |
| 2011–12   | ЛА Кліпперс | $2 000 000   |
| 2012–13   | ЛА Кліпперс | $4 000 000   |
| 2013–14   | Детройт     | $2 500 000   |
| Всього    |             | $107 227 720 |